# Nicolás Gaitán
Osvaldo Fabián Nicolás Gaitán (ur. 23 lutego 1988 w San Martín)  argentyński piłkarz występujący na pozycji pomocnika, obecnie bez klubu. W latach 2009–2016 występował w reprezentacji Argentyny. Uczestnik Copa América 2016. Najwięcej występów zaliczył dla portugalskiego SL Benfica.
W swojej karierze występował również m.in. w takich klubach jak: Atlético Madryt, SC Braga, CA Boca Juniors czy Paços de Ferreira.

## Życiorys

### Kariera klubowa
Gaitán zawodową karierę rozpoczynał w sezonie 2007/2008 w zespole CA Boca Juniors z Primera División Argentina. W tych rozgrywkach zadebiutował 2 czerwca 2008 w wygranym 3:1 pojedynku z Arsenalem Sarandí. Było to jednak jedyne spotkanie rozegrane przez niego w tamtym sezonie. W sezonie 2008/2009 zdobył z zespołem mistrzostwo fazy Apertura. Od tamtego sezonu stał się również podstawowym graczem Boca Juniors. 31 sierpnia 2008 w wygranym 3:0 meczu z Huracánem strzelił dwa gole, które były jednocześnie jego pierwszymi w Primera División. W barwach Boca Juniors rozegrał w sumie 66 spotkań i zdobył 12 bramek.
W 2010 roku podpisał kontrakt z portugalską Benfiką. W Primeira Liga zadebiutował 21 sierpnia 2010 w przegranym 1:2 pojedynku z Nacionalem. 14 listopada 2010 w wygranym 4:0 pojedynku z Naval 1º Maio zdobył dwie pierwsze bramki w Primeira Liga.
Następnie występował w klubach Atlético Madryt i Dalian Yifang.
14 marca 2019 podpisał kontrakt z amerykańskim klubem Chicago Fire, umowa do 31 grudnia 2019; bez odstępnego.

### Kariera reprezentacyjna
W reprezentacji Argentyny Gaitán zadebiutował 1 października 2009 w wygranym 2:0 towarzyskim meczu z Ghaną.